# Olbia Calcio 1905
Maillots
Actualités
Dernière mise à jour : 16 novembre 2024.
L’Olbia Calcio 1905 est un club italien de football. Il est basé à Olbia et évolue en Serie D lors de la saison 2024-2025.
Le club a été fondé en 1905. C'est un club de football basé en Sardaigne, à Olbia, en Italie. A remporté la Serie D en 2002.

## Historique
- 1905 : fondation officieuse du club (en réalité, 1906)
- 1986-1998 : Évolue en Serie C2
- 1998-2002 : Évolue en Serie D. Il remporte le titre national de Serie D en 2002.
- 2002-2010 : Évolue en Serie C2 qui est renommée Ligue Pro Deuxième Division.
- juillet 2010 : Rétrogradation du club en Eccellenza Sardegna à la suite de problèmes financiers.

## Changements de nom
- 1906-1938 : Società Ginnastica Olbia
- 1938-1939 : GIL Terranova
- 1939-1946 : GIL Olbia
- 1946-1983 : Unione Sportiva Olbia
- 1983-2010 : Olbia Calcio
- 2010-2015 : Associazione Sportiva Dilettantistica Olbia 1905
- 2015-2016 : Olbia Calcio 1905 Società Sportiva Dilettantistica
- 2016-0000 : Olbia Calcio 1905